# Philipp Perron
Pour les articles homonymes, voir Perron.
Philipp Perron (Frankenthal, 1840 - Rottach-Egern, 1907) est un sculpteur et décorateur allemand .
Il se rend à Paris pour travailler dans l'atelier de sculpture de son frère Jean. De retour en Bavière, il est nommé professeur à l'Académie des beaux-arts de Munich et travaille comme sculpteur pour la cour de Bavière, en particulier dans les châteaux de Louis II. Celui-ci le remercie en le faisant membre de l'Ordre de Saint-Michel et l'Académie de Munich lui donne la médaille pour les Arts et les Sciences (Ludwigsmedaille für Wissenschaft und Kunst).
Au château de Neuschwanstein, on lui doit la statue monumentale de Saint Georges à l'extérieur de la grande tour, celles d'Othon de Wittelsbach, fondateur de la dynastie, de Sainte Cécile, de la Vierge comme Patrona Bavaria, des cygnes,  ...
A Linderhof, l' Apothéose de Louis XIV est en marbre de Carrare. Il réalise les stucs de l'escalier d'honneur, les lambris des salons de Gobelins, deux groupes dans le salon des miroirs, Apollon au bain de Thétis et Les chevaux solaires d'Apollon. 
A Herrenchiemsee,  il participe à la décoration des chambres glorifiant le « Roi Soleil », en collaboration avec Julius Hofmann et Franz Widmann.

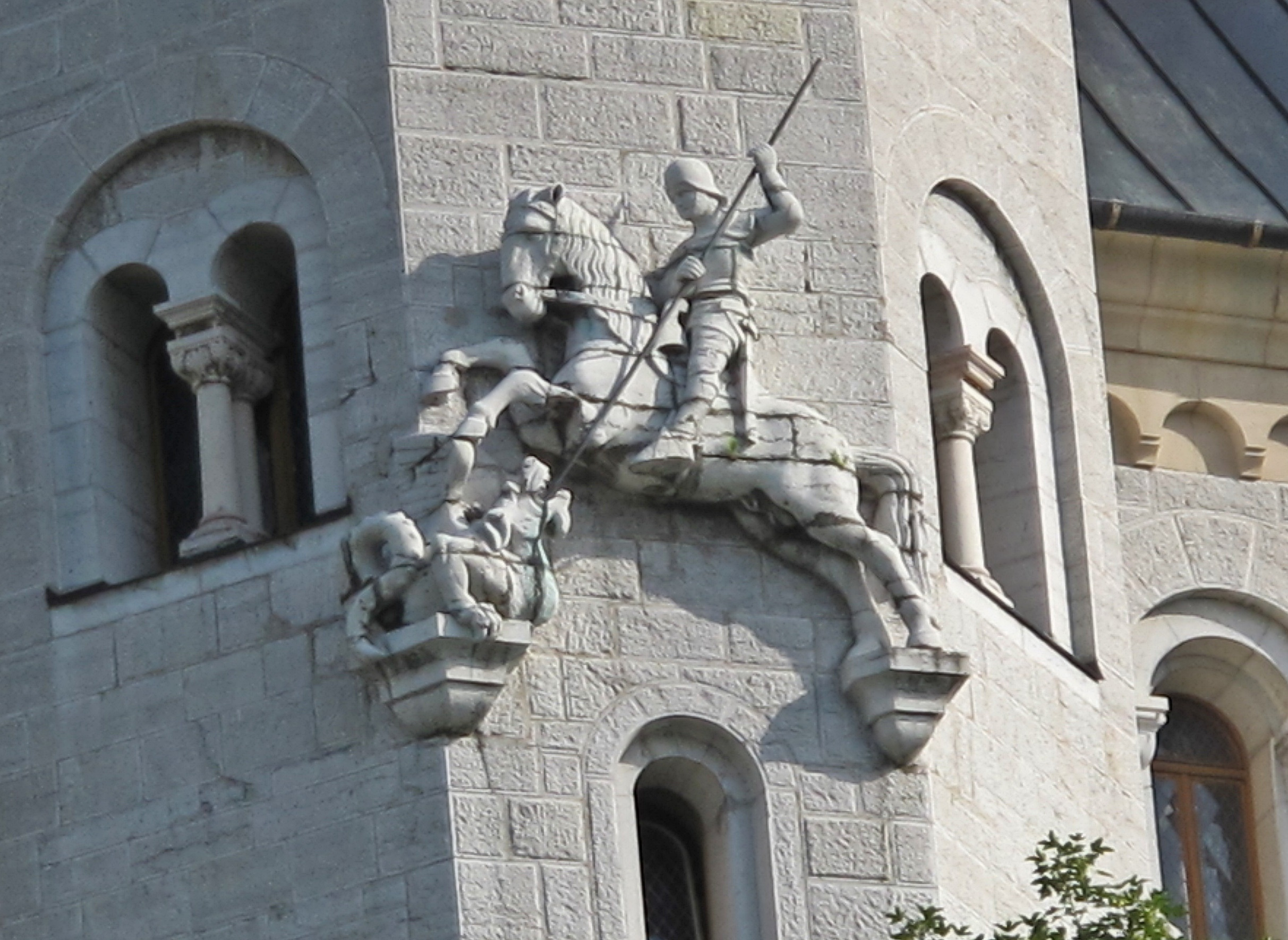
Saint George terrassant le dragon, château de Neuschwanstein
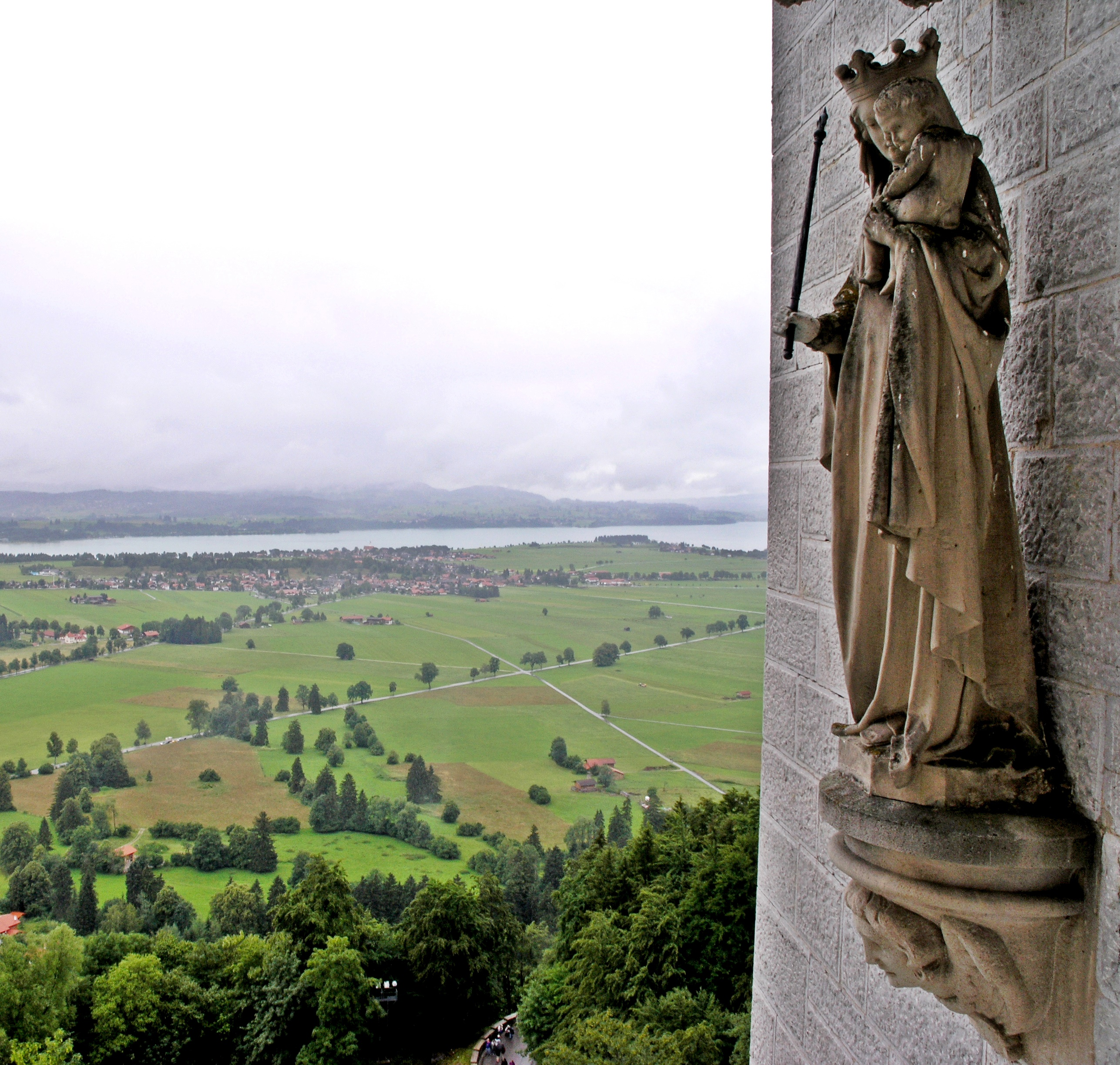
La Vierge en patronne de la Bavière, château de Neuschwanstein